# Manuel da Costa
Manuel Marouan da Costa Trindade Senoussi (Saint-Max, 6 maggio 1986) è un ex calciatore portoghese naturalizzato marocchino, di ruolo difensore.

## Carriera

### Club

#### Nancy
Comincia la sua carriera da calciatore prima nel Nancy 2, e successivamente in Ligue 1 sempre con il Nancy, squadra appena promossa ai tempi nella massima serie francese. Benché fosse sceso in campo solo 10 volte nella stagione 2005-2006 di Ligue 1, pur avendo debuttato soltanto a gennaio, Da Costa segnò anche un gol memorabile che permise al Nancy di battere il Le Mans nelle semifinali di Coppa di Lega. Il Nancy alla fine alzò il trofeo conquistandosi un posto anche in Coppa UEFA.

#### PSV Eindhoven
Attirò le attenzioni di grandi club prendendo parte, con la Nazionale portoghese Under-21, al Torneo Under-20 di Tolone nel maggio del 2006. Ricevette offerte da squadre come Paris Saint Germain, Bordeaux e Newcastle Utd, ma scelse di trasferirsi in Eredivisie al PSV Eindhoven nei Paesi Bassi, con la possibilità di mettersi in luce al Philips Stadion e soprattutto in Champions League. Accettò così un contratto di 5 anni con i campioni dei Paesi Bassi guidati allora da Ronald Koeman, e il suo cartellino venne pagato 1,5 milioni di euro.
Ha fatto il suo esordio nella fase a gironi della Champions League il 31 ottobre 2006 nella partita tra PSV Eindhoven-Galatasaray incontro conclusosi sullo 2-0 per gli olandesi.

#### Fiorentina
Il 29 gennaio 2008 il suo cartellino è stato acquistato dalla Fiorentina per una cifra pari a 4,5 milioni di euro ed ha firmato un contratto quinquennale. L'esordio in maglia viola e in Serie A è avvenuto però solo nella stagione successiva, il 14 settembre 2008 nell'incontro vinto dal Napoli per 2-1 sulla Fiorentina.

#### Il prestito alla Sampdoria
Il 30 gennaio 2009 viene ceduto alla Sampdoria in prestito fino a giugno 2009. Gli viene assegnata la maglia numero 77. Manuel ha fatto il suo esordio in maglia blucerchiata il 15 febbraio 2009 in Juventus-Sampdoria terminata 1-1. Ha anche fatto il suo esordio in Coppa UEFA nei sedicesimi di finale il 26 febbraio 2009 contro il Metalist nel match terminato 2-0 per la squadra ucraina sulla Sampdoria.

#### West Ham
Scaduto il prestito alla Sampdoria ha fatto ritorno durante l'estate alla Fiorentina, che il 31 agosto 2009 lo cede a titolo definitivo al West Ham nell'ambito dello scambio con Savio Nsereko, con il suo cartellino che è stato pagato circa 2,7 milioni di euro.

#### Lokomotiv Mosca
Il 21 giugno 2011 passa ufficialmente al Lokomotiv Mosca per 1,5 milioni di euro con cui firma un contratto quadriennale

#### Nacional
Nell'agosto del 2012 passa in prestito per un anno alla squadra portoghese del Nacional.

#### Sivasspor
Nell'estate del 2013 il giocatore passa al Sivasspor, acquistato per 2,2 milioni di euro e firma un contratto di 3 anni con la squadra allenata dal brasiliano Roberto Carlos: con la squadra turca gioca 25 partite segnando anche 6 gol in campionato.

### Nazionale
È nato in Francia, ma ha giocato per la Nazionale portoghese Under-21 dal momento che suo padre è portoghese (mentre sua madre è originaria del Marocco). Non è mai sceso in campo con la maglia della Nazionale maggiore lusitana, pur essendo stato convocato per alcuni match delle qualificazioni al campionato d'Europa 2008, precisamente nell'ottobre e nel novembre 2006, e nel marzo 2007.
Nonostante non parli benissimo il portoghese, Da Costa è solito affermare di sentirsi portoghese: tale motivo lo ha portato a giocare a livello nazionale con i rosso-verdi e non con la Francia. Nonostante ciò, il 24 maggio del 2014 esordisce con la Nazionale marocchina in una partita amichevole contro il Mozambico, sfruttando il passaporto ottenuto da parte della madre, originaria maghrebina.

## Statistiche

### Presenze e reti nei clubs
Statistiche aggiornate al 21 febbraio 2021.
| Stagione                   | Squadra                    | Campionato                 | Campionato | Campionato | Coppe nazionali | Coppe nazionali | Coppe nazionali | Coppe continentali | Coppe continentali | Coppe continentali | Altre coppe | Altre coppe | Altre coppe | Totale | Totale |
| Stagione                   | Squadra                    | Comp                       | Pres       | Reti       | Comp            | Pres            | Reti            | Comp               | Pres               | Reti               | Comp        | Pres        | Reti        | Pres   | Reti   |
| -------------------------- | -------------------------- | -------------------------- | ---------- | ---------- | --------------- | --------------- | --------------- | ------------------ | ------------------ | ------------------ | ----------- | ----------- | ----------- | ------ | ------ |
| 2005-2006                  | Nancy                      | L1                         | 10         | 0          | CF+CdL          | 1+2             | 0+1             | -                  | -                  | -                  | -           | -           | -           | 13     | 1      |
| 2006-2007                  | PSV                        | ED                         | 15         | 1          | CO              | 3               | 0               | UCL                | 4                  | 0                  | SO          | 0           | 0           | 22     | 1      |
| 2007-gen. 2008             | PSV                        | ED                         | 1          | 0          | CO              | 1               | 0               | UCL                | 1                  | 0                  | SO          | 0           | 0           | 3      | 0      |
| Totale PSV                 | Totale PSV                 | Totale PSV                 | 16         | 1          |                 | 4               | 0               |                    | 5                  | 0                  |             | 0           | 0           | 25     | 1      |
| gen.-giu. 2008             | Fiorentina                 | A                          | 0          | 0          | CI              | 0               | 0               | CU                 | 0                  | 0                  | -           | -           | -           | 0      | 0      |
| 2008-gen. 2009             | Fiorentina                 | A                          | 1          | 0          | CI              | 1               | 0               | UCL                | 0                  | 0                  | -           | -           | -           | 2      | 0      |
| Totale Fiorentina          | Totale Fiorentina          | Totale Fiorentina          | 1          | 0          |                 | 1               | 0               |                    | 0                  | 0                  |             | -           | -           | 2      | 0      |
| 2008-2009                  | Sampdoria                  | A                          | 2          | 0          | CI              | 1               | 0               | CU                 | 1                  | 0                  | -           | -           | -           | 4      | 0      |
| 2009-2010                  | West Ham                   | PL                         | 15         | 2          | FACup+CdL       | 0+1             | 0               | -                  | -                  | -                  | -           | -           | -           | 16     | 2      |
| 2010-2011                  | West Ham                   | PL                         | 16         | 1          | FACup+CdL       | 1+2             | 0+1             | -                  | -                  | -                  | -           | -           | -           | 19     | 2      |
| Totale West Ham            | Totale West Ham            | Totale West Ham            | 31         | 3          |                 | 4               | 1               |                    | -                  | -                  |             | -           | -           | 35     | 4      |
| 2011-2012                  | Lokomotiv Mosca            | PL                         | 15         | 2          | KR              | 1               | 0               | UEL                | 7                  | 0                  | -           | -           | -           | 23     | 2      |
| 2012-2013                  | Nacional                   | PL                         | 16         | 2          | CP+CdL          | 2+2             | 0               | -                  | -                  | -                  | -           | -           | -           | 20     | 2      |
| 2013-2014                  | Sivasspor                  | SL                         | 25         | 6          | TK              | 5               | 0               | -                  | -                  | -                  | -           | -           | -           | 30     | 6      |
| 2014-2015                  | Sivasspor                  | SL                         | 24         | 2          | TK              | 5               | 1               | -                  | -                  | -                  | -           | -           | -           | 29     | 3      |
| Totale Sivasspor           | Totale Sivasspor           | Totale Sivasspor           | 49         | 8          |                 | 10              | 1               |                    | -                  | -                  |             | -           | -           | 59     | 9      |
| 2015-2016                  | Olympiacos                 | SL                         | 22         | 2          | CG              | 5               | 1               | UCL+UEL            | 5+2                | 0                  | -           | -           | -           | 34     | 3      |
| 2016-2017                  | Olympiacos                 | SL                         | 17         | 2          | CG              | 3               | 0               | UCL+UEL            | 2+10               | 0                  | -           | -           | -           | 32     | 2      |
| Totale Olympiakos          | Totale Olympiakos          | Totale Olympiakos          | 39         | 4          |                 | 8               | 1               |                    | 19                 | 0                  |             | -           | -           | 66     | 5      |
| 2017-2018                  | İstanbul Başakşehir        | SL                         | 11         | 0          | TK              | 3               | 0               | UCL+UEL            | 0+2                | 0                  | -           | -           | -           | 16     | 0      |
| 2018-gen. 2019             | İstanbul Başakşehir        | SL                         | 12         | 3          | TK              | 1               | 0               | UEL                | 2                  | 0                  | -           | -           | -           | 15     | 3      |
| Totale İstanbul Başakşehir | Totale İstanbul Başakşehir | Totale İstanbul Başakşehir | 23         | 3          |                 | 4               | 0               |                    | 4                  | 0                  |             | -           | -           | 31     | 3      |
| gen.-giu. 2019             | Al-Ittihad                 | SPL                        | 11         | 4          | KCC             | 4               | 0               | -                  | -                  | -                  | SA          | -           | -           | 15     | 4      |
| 2019-gen. 2020             | Al-Ittihad                 | SPL                        | 7          | 0          | KCC             | 0               | 0               | -                  | -                  | -                  | -           | -           | -           | 7      | 0      |
| Totale Al-Ittihad          | Totale Al-Ittihad          | Totale Al-Ittihad          | 18         | 4          |                 | 4               | 0               |                    | -                  | -                  |             | 0           | 0           | 22     | 4      |
| gen.-giu. 2020             | Trabzonspor                | SL                         | 11         | 1          | TK              | 3               | 0               | UEL                | -                  | -                  | -           | -           | -           | 14     | 1      |
| gen.-giu. 2021             | Erzurumspor BB             | SL                         | 14         | 2          | TK              | 0               | 0               | -                  | -                  | -                  | -           | -           | -           | 14     | 2      |
| gen.-giu. 2022             | Waasland-Beveren           | 1B                         | 7          | 0          | CB              | 0               | 0               | -                  | -                  | -                  | -           | -           | -           | 7      | 0      |
| lug.-set. 2022             | F91 Dudelange              | DN                         | 1          | 0          | CL              | 0               | 0               | UCL+UEL            | 4+1                | 0+0                | -           | -           | -           | 6      | 0      |
| Totale carriera            | Totale carriera            | Totale carriera            | 253        | 31         |                 | 47              | 4               |                    | 41                 | 0                  |             | 0           | 0           | 341    | 35     |

### Cronologia presenze e reti in nazionale
| Cronologia completa delle presenze e delle reti in nazionale ― Marocco | Cronologia completa delle presenze e delle reti in nazionale ― Marocco | Cronologia completa delle presenze e delle reti in nazionale ― Marocco | Cronologia completa delle presenze e delle reti in nazionale ― Marocco | Cronologia completa delle presenze e delle reti in nazionale ― Marocco | Cronologia completa delle presenze e delle reti in nazionale ― Marocco | Cronologia completa delle presenze e delle reti in nazionale ― Marocco | Cronologia completa delle presenze e delle reti in nazionale ― Marocco |
| Data                                                                   | Città                                                                  | In casa                                                                | Risultato                                                              | Ospiti                                                                 | Competizione                                                           | Reti                                                                   | Note                                                                   |
| ---------------------------------------------------------------------- | ---------------------------------------------------------------------- | ---------------------------------------------------------------------- | ---------------------------------------------------------------------- | ---------------------------------------------------------------------- | ---------------------------------------------------------------------- | ---------------------------------------------------------------------- | ---------------------------------------------------------------------- |
| 23-5-2014                                                              | Casablanca                                                             | Marocco                                                                | 4 – 0                                                                  | Mozambico                                                              | Amichevole                                                             | -                                                                      |                                                                        |
| 28-5-2014                                                              | Faro                                                                   | Angola                                                                 | 2 – 0                                                                  | Marocco                                                                | Amichevole                                                             | -                                                                      |                                                                        |
| 6-6-2014                                                               | Mosca                                                                  | Russia                                                                 | 2 – 0                                                                  | Marocco                                                                | Amichevole                                                             | -                                                                      |                                                                        |
| 3-9-2014                                                               | Casablanca                                                             | Marocco                                                                | 0 – 0                                                                  | Qatar                                                                  | Amichevole                                                             | -                                                                      | 54’                                                                    |
| 9-10-2014                                                              | Tangeri                                                                | Marocco                                                                | 4 – 0                                                                  | Rep. Centrafricana                                                     | Amichevole                                                             | -                                                                      |                                                                        |
| 13-10-2014                                                             | Marrakech                                                              | Marocco                                                                | 3 – 0                                                                  | Kenya                                                                  | Amichevole                                                             | -                                                                      |                                                                        |
| 13-11-2014                                                             | Agadir                                                                 | Marocco                                                                | 6 – 1                                                                  | Benin                                                                  | Amichevole                                                             | -                                                                      |                                                                        |
| 16-11-2014                                                             | Agadir                                                                 | Marocco                                                                | 2 – 1                                                                  | Zambia                                                                 | Amichevole                                                             | -                                                                      |                                                                        |
| 5-9-2015                                                               | São Tomé                                                               | São Tomé e Príncipe                                                    | 0 – 3                                                                  | Marocco                                                                | Qual. Coppa d'Africa 2017                                              | -                                                                      |                                                                        |
| 26-3-2016                                                              | Praia                                                                  | Capo Verde                                                             | 0 – 1                                                                  | Marocco                                                                | Qual. Coppa d'Africa 2017                                              | -                                                                      | cap.                                                                   |
| 29-3-2016                                                              | Marrakech                                                              | Marocco                                                                | 2 – 0                                                                  | Capo Verde                                                             | Qual. Coppa d'Africa 2017                                              | -                                                                      | cap.                                                                   |
| 27-5-2016                                                              | Tangeri                                                                | Marocco                                                                | 2 – 0                                                                  | Rep. del Congo                                                         | Amichevole                                                             | -                                                                      |                                                                        |
| 31-8-2016                                                              | Scutari                                                                | Albania                                                                | 0 – 0                                                                  | Marocco                                                                | Amichevole                                                             | -                                                                      | 38’                                                                    |
| 4-9-2016                                                               | Rabat                                                                  | Marocco                                                                | 2 – 0                                                                  | São Tomé e Príncipe                                                    | Qual. Coppa d'Africa 2017                                              | -                                                                      |                                                                        |
| 8-10-2016                                                              | Franceville                                                            | Gabon                                                                  | 0 – 0                                                                  | Marocco                                                                | Qual. Mondiali 2018                                                    | -                                                                      | cap.                                                                   |
| 11-10-2016                                                             | Marrakech                                                              | Marocco                                                                | 4 – 0                                                                  | Canada                                                                 | Amichevole                                                             | -                                                                      | 85’ cap.                                                               |
| 12-11-2016                                                             | Marrakech                                                              | Marocco                                                                | 0 – 0                                                                  | Costa d'Avorio                                                         | Qual. Mondiali 2018                                                    | -                                                                      |                                                                        |
| 9-1-2017                                                               | Al-Ayn                                                                 | Marocco                                                                | 0 – 1                                                                  | Finlandia                                                              | Amichevole                                                             | -                                                                      | 46’                                                                    |
| 16-1-2017                                                              | Oyem                                                                   | RD del Congo                                                           | 1 – 0                                                                  | Marocco                                                                | Coppa d'Africa 2017 - 1º turno                                         | -                                                                      |                                                                        |
| 20-1-2017                                                              | Oyem                                                                   | Marocco                                                                | 3 – 1                                                                  | Togo                                                                   | Coppa d'Africa 2017 - 1º turno                                         | -                                                                      | 68’                                                                    |
| 24-1-2017                                                              | Oyem                                                                   | Marocco                                                                | 1 – 0                                                                  | Costa d'Avorio                                                         | Coppa d'Africa 2017 - 1º turno                                         | -                                                                      |                                                                        |
| 29-1-2017                                                              | Port-Gentil                                                            | Egitto                                                                 | 1 – 0                                                                  | Marocco                                                                | Coppa d'Africa 2017 - Quarti                                           | -                                                                      |                                                                        |
| 31-5-2017                                                              | Marrakech                                                              | Marocco                                                                | 1 – 2                                                                  | Paesi Bassi                                                            | Amichevole                                                             | -                                                                      |                                                                        |
| 23-3-2018                                                              | Torino                                                                 | Serbia                                                                 | 1 – 2                                                                  | Marocco                                                                | Amichevole                                                             | -                                                                      | 46’                                                                    |
| 27-3-2018                                                              | Casablanca                                                             | Marocco                                                                | 2 – 0                                                                  | Uzbekistan                                                             | Amichevole                                                             | 1                                                                      | cap.                                                                   |
| 31-5-2018                                                              | Ginevra                                                                | Marocco                                                                | 0 – 0                                                                  | Ucraina                                                                | Amichevole                                                             | -                                                                      |                                                                        |
| 4-6-2018                                                               | Ginevra                                                                | Slovacchia                                                             | 1 – 2                                                                  | Marocco                                                                | Amichevole                                                             | -                                                                      | 46’                                                                    |
| 9-6-2018                                                               | Tallinn                                                                | Estonia                                                                | 1 – 3                                                                  | Marocco                                                                | Amichevole                                                             | -                                                                      | 46’                                                                    |
| 15-6-2018                                                              | San Pietroburgo                                                        | Marocco                                                                | 0 – 1                                                                  | Iran                                                                   | Mondiali 2018 - 1º turno                                               | -                                                                      | 82’                                                                    |
| 20-6-2018                                                              | Mosca                                                                  | Portogallo                                                             | 1 – 0                                                                  | Marocco                                                                | Mondiali 2018 - 1º turno                                               | -                                                                      |                                                                        |
| 25-6-2018                                                              | Kaliningrad                                                            | Spagna                                                                 | 2 – 2                                                                  | Marocco                                                                | Mondiali 2018 - 1º turno                                               | -                                                                      | 31’                                                                    |
| 13-10-2018                                                             | Casablanca                                                             | Marocco                                                                | 1 – 0                                                                  | Comore                                                                 | Qual. Coppa d'Africa 2019                                              | -                                                                      | 49’                                                                    |
| 16-11-2018                                                             | Casablanca                                                             | Marocco                                                                | 2 – 0                                                                  | Camerun                                                                | Qual. Coppa d'Africa 2019                                              | -                                                                      |                                                                        |
| 20-11-2018                                                             | Radès                                                                  | Tunisia                                                                | 0 – 1                                                                  | Marocco                                                                | Amichevole                                                             | -                                                                      | 46’                                                                    |
| 26-3-2019                                                              | Marrakech                                                              | Marocco                                                                | 0 – 1                                                                  | Argentina                                                              | Amichevole                                                             | -                                                                      | 87’                                                                    |
| 12-6-2019                                                              | Marrakech                                                              | Marocco                                                                | 0 – 1                                                                  | Gambia                                                                 | Amichevole                                                             | -                                                                      | 46’ 75’                                                                |
| 28-6-2019                                                              | Il Cairo                                                               | Marocco                                                                | 1 – 0                                                                  | Costa d'Avorio                                                         | Coppa d'Africa 2019 - 1º turno                                         | -                                                                      | 90’                                                                    |
| 1-7-2019                                                               | Il Cairo                                                               | Sudafrica                                                              | 0 – 1                                                                  | Marocco                                                                | Coppa d'Africa 2019 - 1º turno                                         | -                                                                      |                                                                        |
| 5-7-2019                                                               | Il Cairo                                                               | Marocco                                                                | 1 – 1 dts (1 – 4 dtr)                                                  | Benin                                                                  | Coppa d'Africa 2019 - Ottavi di finale                                 | -                                                                      |                                                                        |
| Totale                                                                 |                                                                        | Presenze                                                               | 39                                                                     |                                                                        | Reti                                                                   | 1                                                                      |                                                                        |

## Palmarès

### Club

#### Competizioni nazionali
- Coppa di Lega francese: 1

Nancy: 2005-2006
- Campionato olandese: 2

PSV: 2006-2008, 2007-2008
- Campionato greco: 2

Olympiakos: 2015-2016, 2016-2017